# Emilio Cirujeda y Ros
Emilio Cirujeda y Ros (Játiva, 1848-Valencia, 1890) fue un periodista, bibliotecario y escritor español.

## Biografía
Periodista, hombre político y literato, habría nacido en la localidad valenciana de Játiva el 11 de diciembre de 1848. Fue redactor en Madrid del diario La Tribuna y director de El Mercantil Valenciano. Cirujeda, que formó parte de los círculos alfonsinos de Valencia, falleció en dicha ciudad el 27 de octubre de 1890. Fue hermano del religioso y poeta José Cirujeda y Ros (1844-1912).